# Rohrbrunn
Rohrbrunn (Hongaars: Nádkút) is een plaats in Burgenland in Oostenrijk. Het hoort bij de gemeente Deutsch Kaltenbrunn in het district Jennersdorf. Rohrbrunn ligt bij de deelstaatgrens met Stiermarken en de Lafnitzrivier.
Rohrbrunn maakte tot het verdrag van Trianon in 1920 deel uit van het Koninkrijk Hongarije. Het plaatsje wordt sinds de middeleeuwen bewoond door etnische Duitsers. Als Nádkuth was het eeuwenlang in het bezit van de adellijke familie Batthyány.
Alois Brunner, een Oostenrijks nazioorlogsmisdadiger, werd in 1912 geboren in Nádkút, zoals Rohrbrunn toen heette.